# Cimetière national de Baltimore
Le cimetière national de Baltimore est un cimetière national des États-Unis situé le long de la Maryland Route 144 sur les deux côtés de la frontière entre les quartiers de Beechfield dans la ville de Baltimore et de Catonsville dans le comté de Baltimore. Il s'étend sur 72,2 acres (29,2 ha) et, en 2005 contenait 44268 inhumations. Il est inscrit sur le Registre national des lieux historiques en 2016.
Un kiosque situé sur le côté du bâtiment de l'administration du cimetière répertorie les noms des anciens combattants et les personnes à charge enterrés dans ce cimetière et deux autres : le cimetière national d'Annapolis et le cimetière national du parc de Loudon. Le kiosque fournit également une carte des emplacements pour chaque tombe.

## Histoire
Le terrain du cimetière national de Baltimore est une partie d'un site élevé de Baltimore, mentionné dès 1750 comme la que le domaine Cloud Capped. Il est initialement détenu par la Baltimore Company et Charles Carroll de Carrollton. En 1890, il est acquis par Blanchard et Susan Randall. Lorsque le cimetière national du parc de Loudon à proximité est jugé complet, le département de la Guerre étudie la région pour trouver un nouveau site. En 1936, le gouvernement fédéral acquiert le terrain pour un coût de 95 000 $, et commencé à le transformer en « petit Arlington ». La vieille maison est démolie, des barrières sont mises en place, des routes sont construites, et l'aménagement paysager est réalisé dans le cadre d'un Works Progress Administration pour investir dans l'infrastructure au cours de la grande dépression. La première inhumation a lieu le 22 décembre 1936, mais le cimetière n'est pas formellement consacré avant le 30 mai 1941.

## Monuments notables
La zone commémorative du cimetière a des monuments qui représentent chacune des six divisions du corps des Marines américains de  la seconde guerre mondiale.

## Inhumations notables
- MC2 Joseph B. Aviles, Sr (1897-1990), le premier hispanique promu quartier-maître et, plus tard, le premier hispanique à être promu adjudant-chef dans la United States Coast Guard[2],[3].
- Contre-amiral Leo Otis Colbert (1883-1968), troisième directeur de l'United States Coast and Geodetic Survey Corps (1938-1950)[4].
- Pompier de première classe Loddie Stupka (1878-1946), récipiendaire de la médaille d'honneur pour service en temps de paix dans la U.S. Navy.

## Galerie

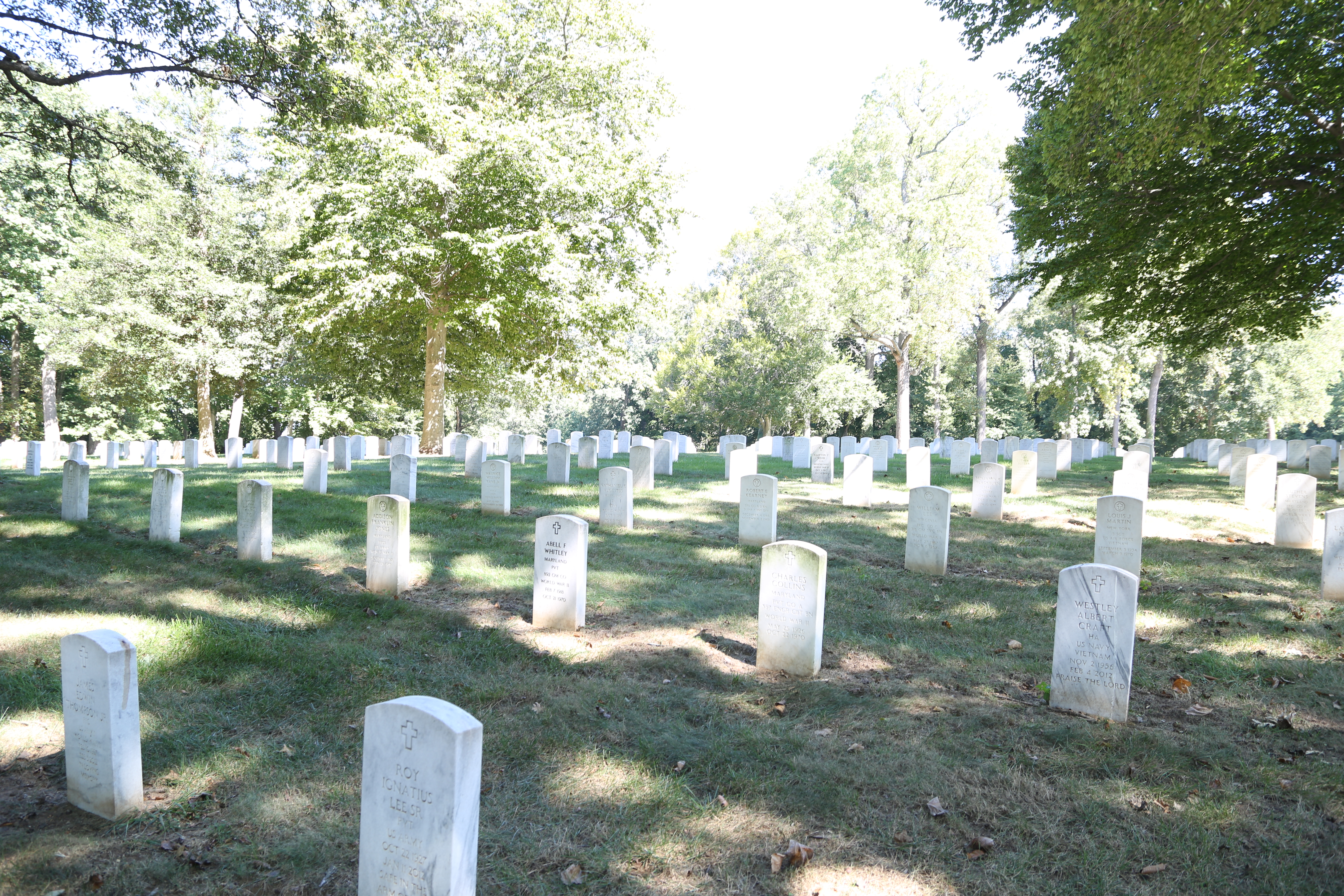
Cimetière national de Baltimore, septembre 2016
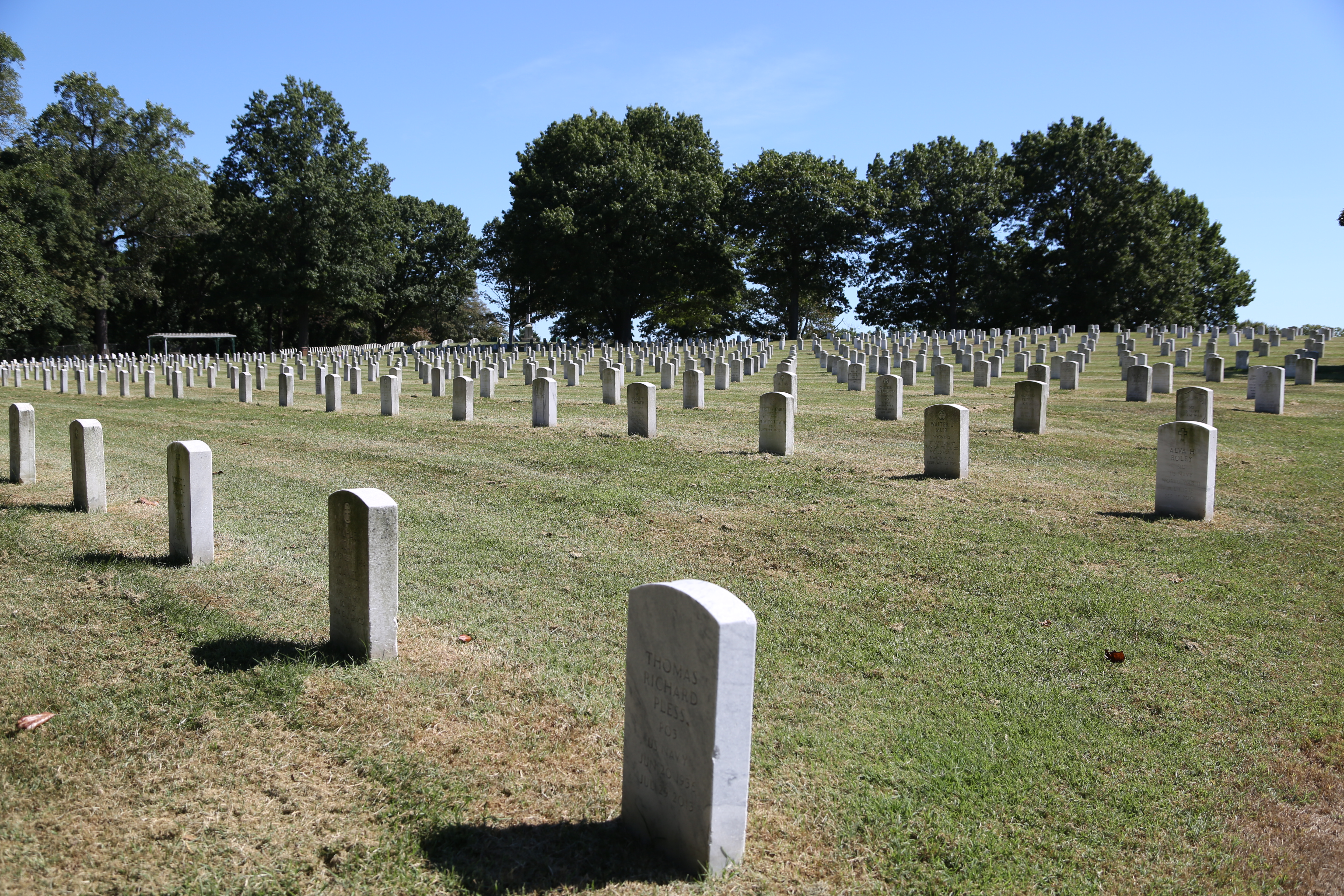
Cimetière national de Baltimore, septembre 2016
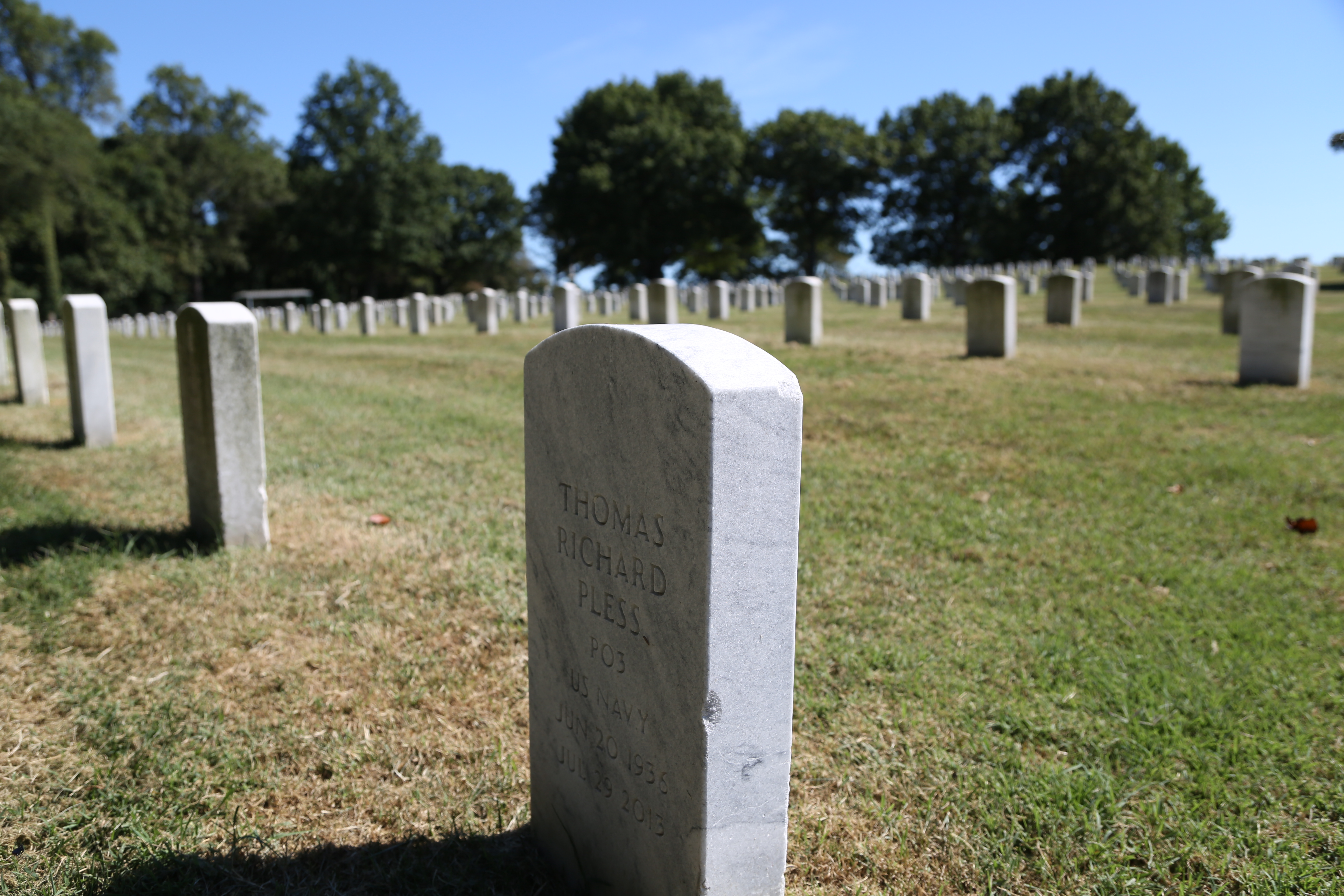
Bureau du cimetière national de Baltimore, septembre 2016
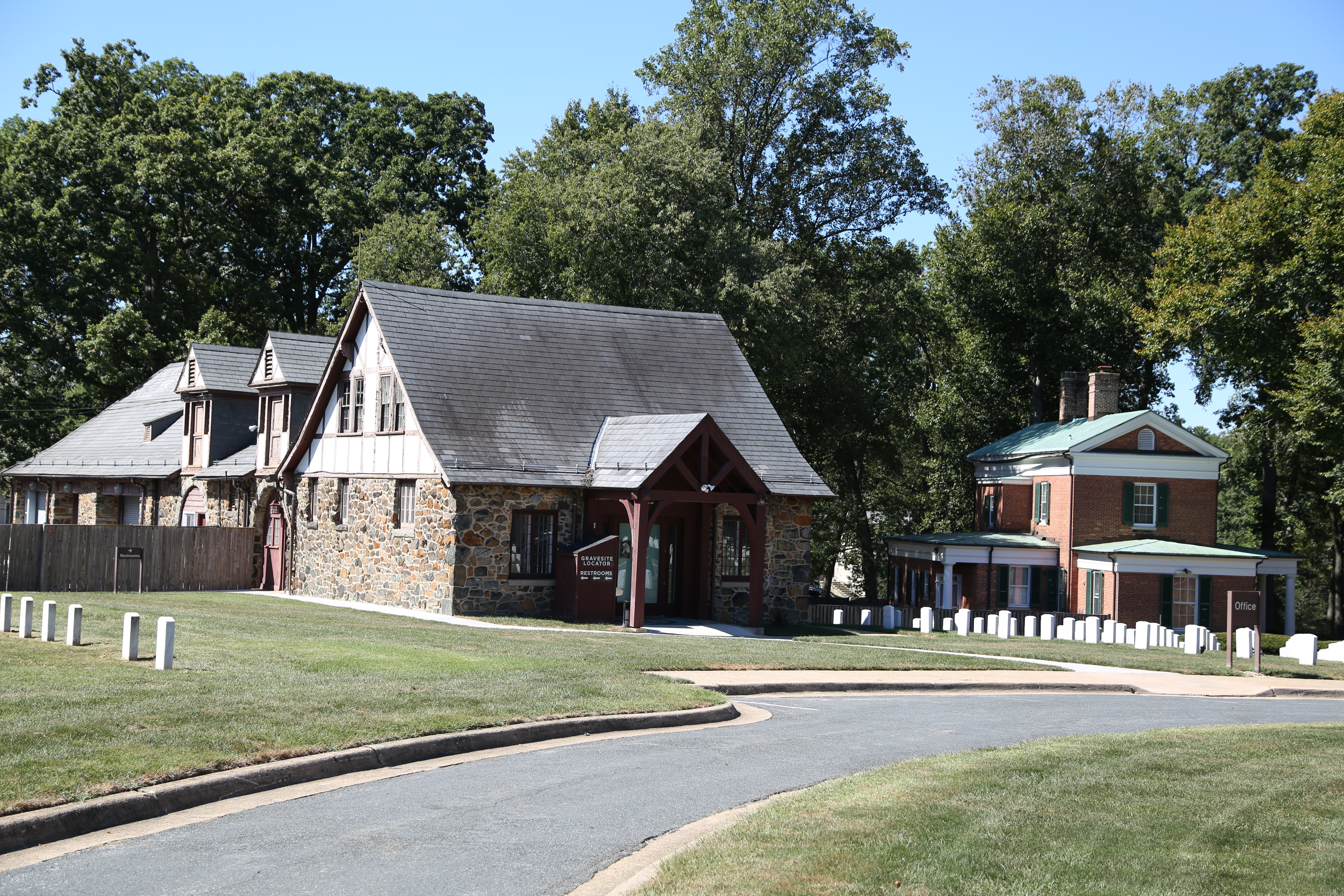
Cimetière national de Baltimore, septembre 2016
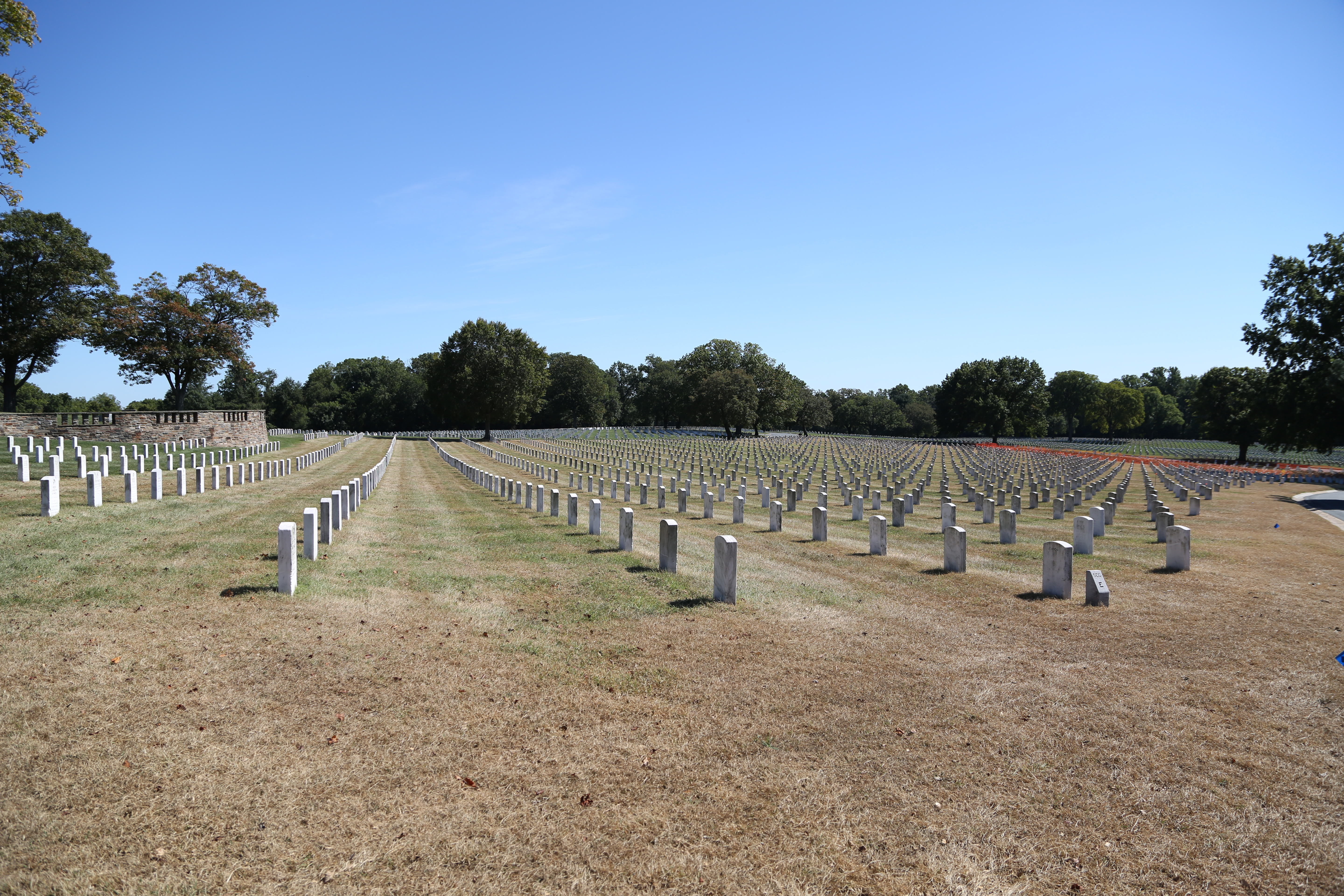
Cimetière national de Baltimore, septembre 2016
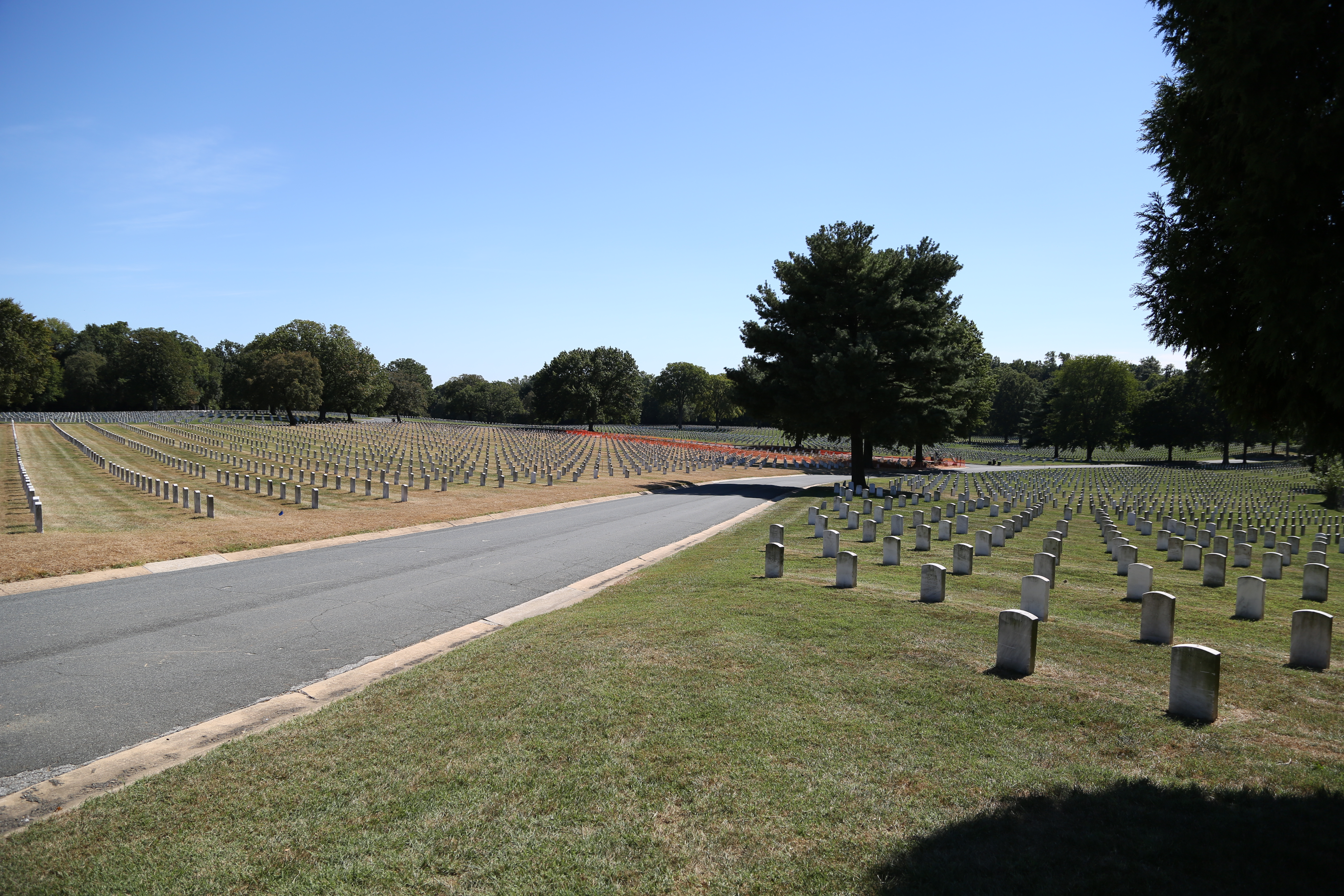
Cimetière national de Baltimore, septembre 2016
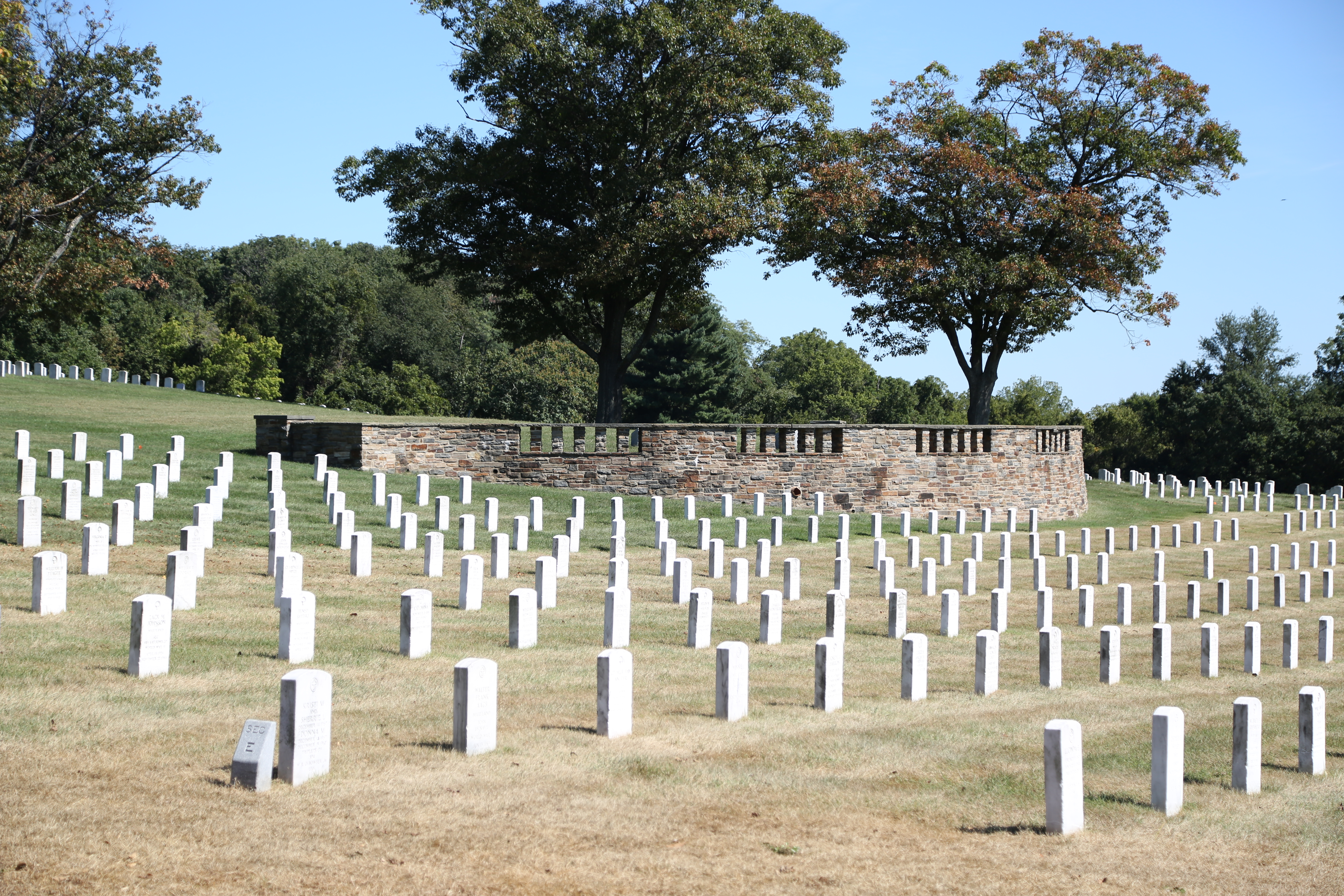
Drapeau, cimetière national de Baltimore, septembre 2016
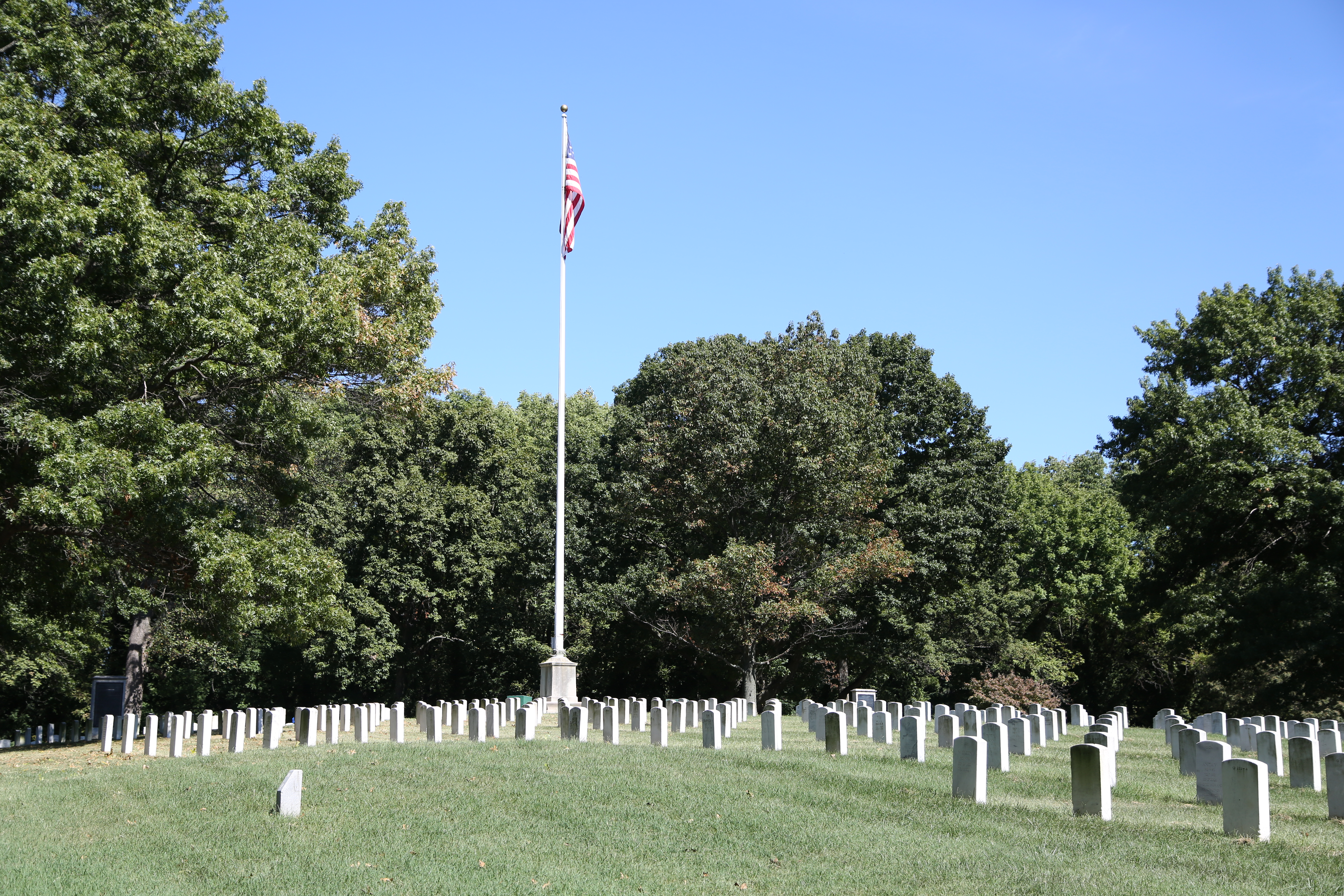
Cimetière national de Baltimore, septembre 2016
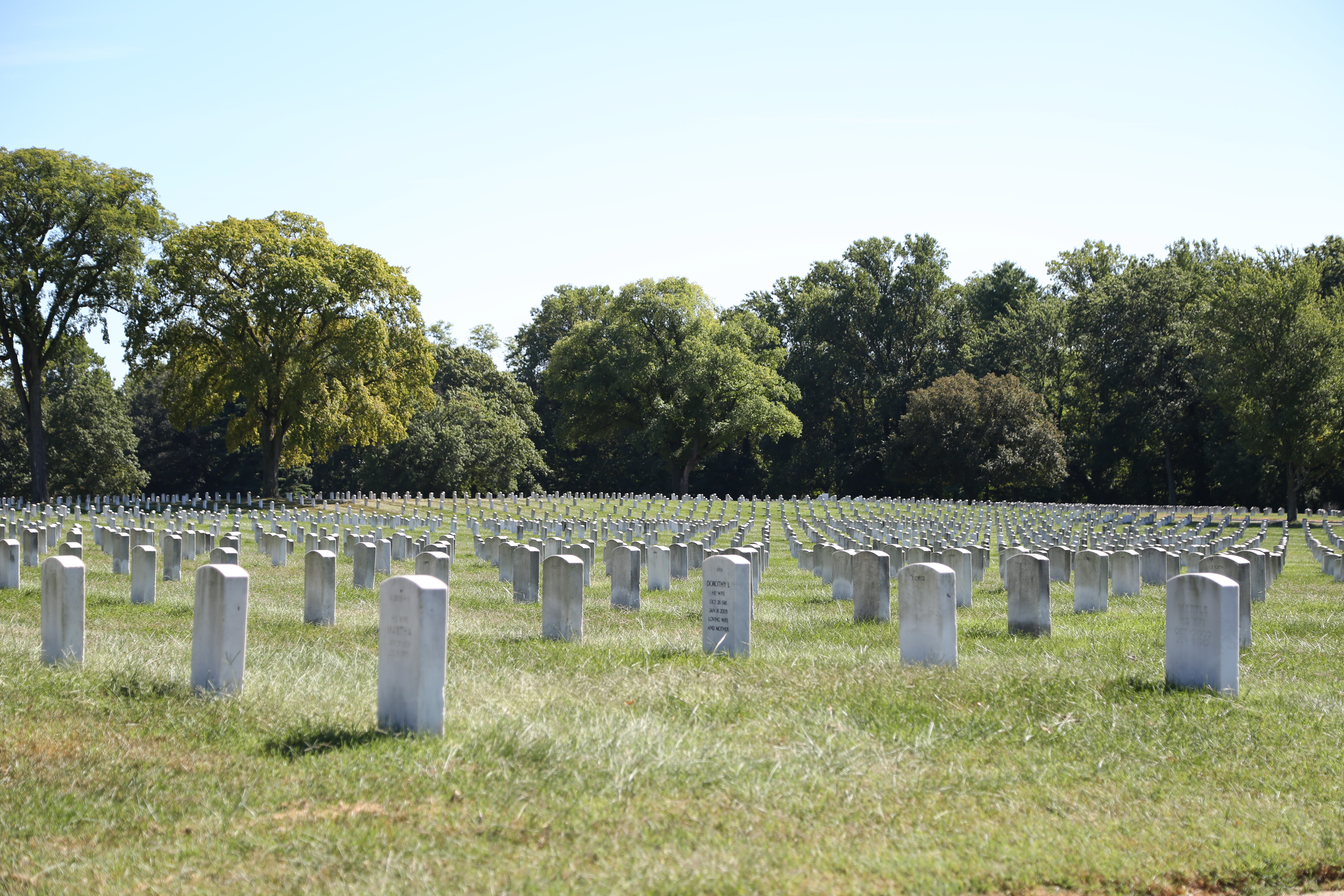
Cimetière national de Baltimore, septembre 2016
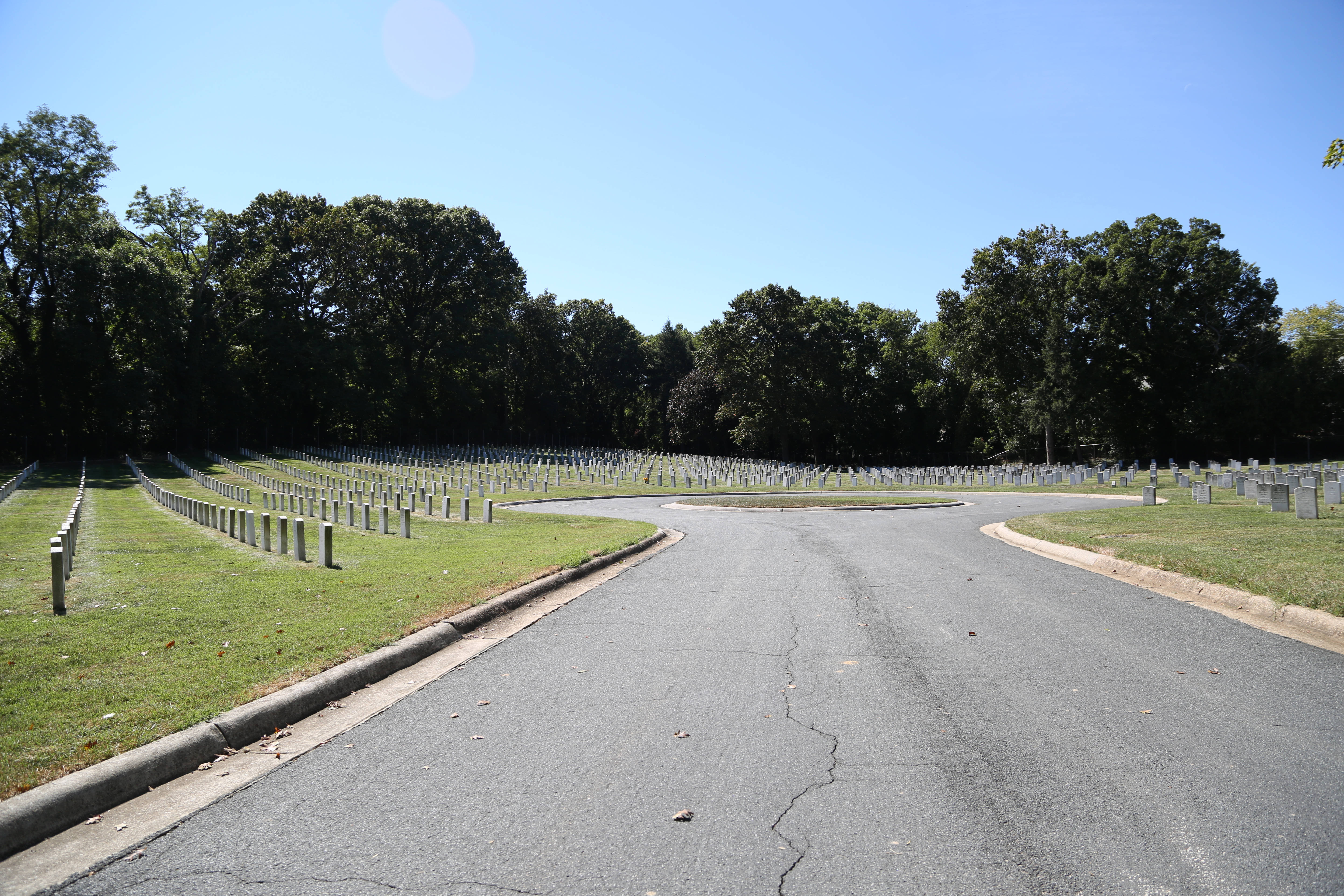
Cimetière national de Baltimore, septembre 2016
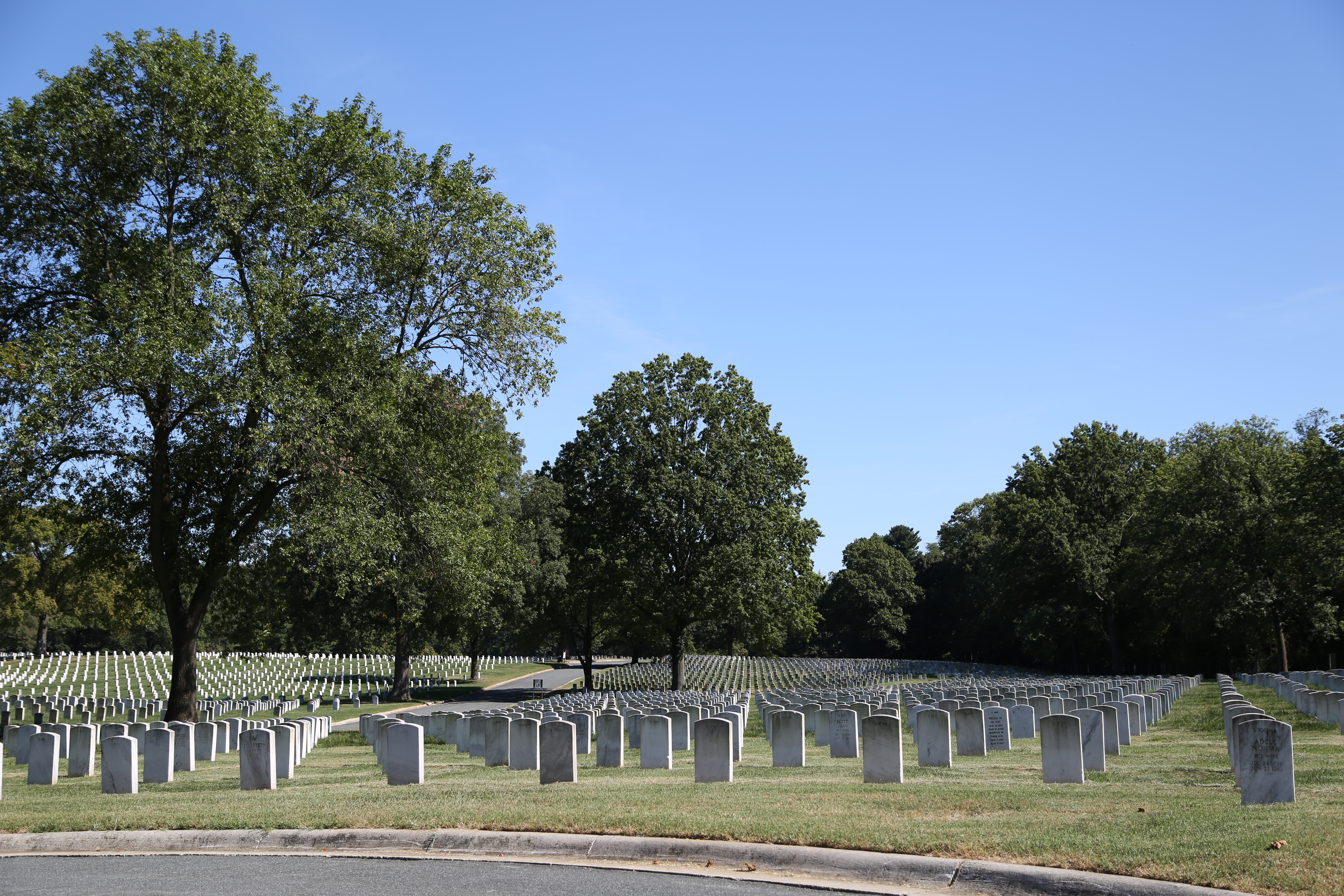
Cimetière national de Baltimore, septembre 2016
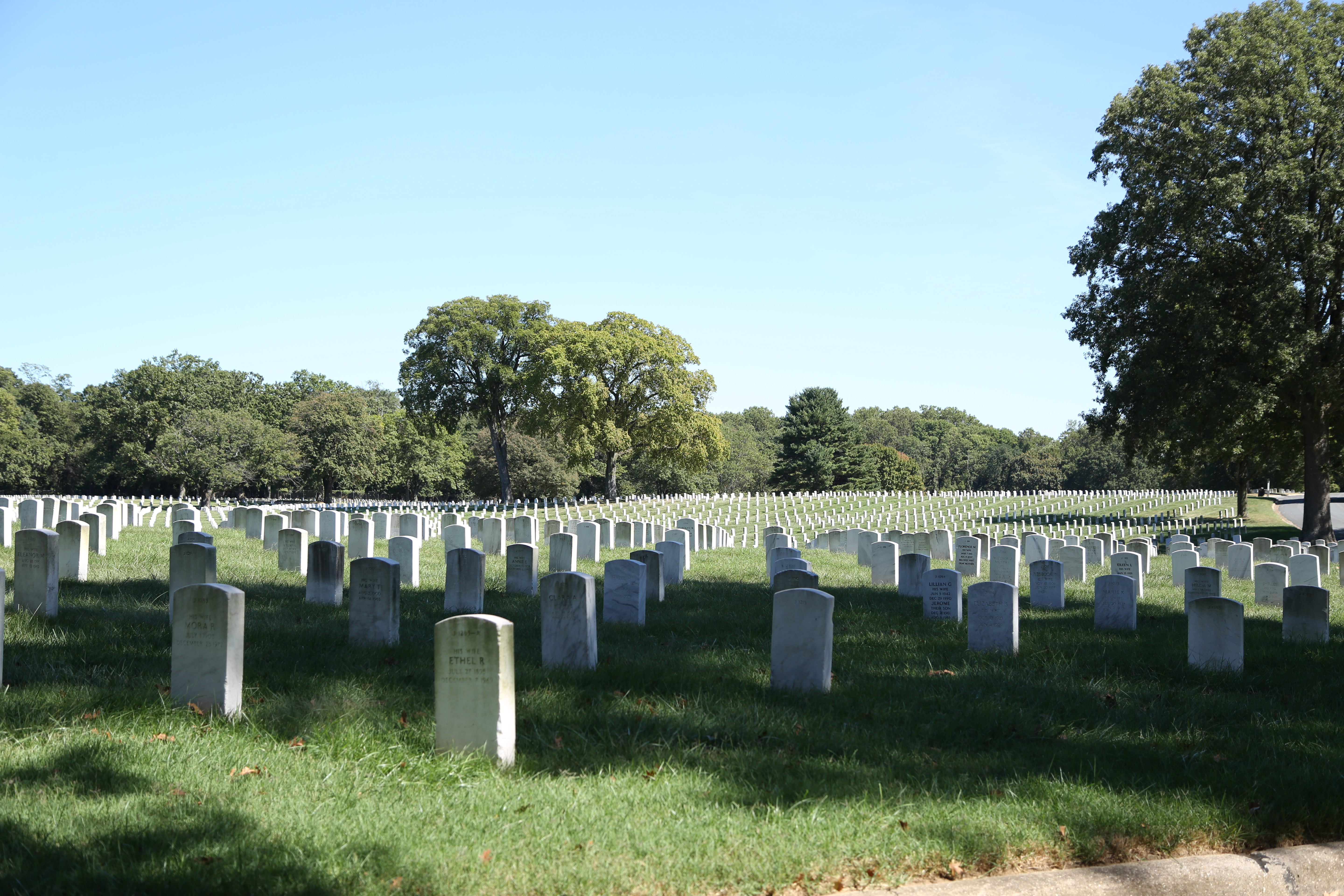
Cimetière national de Baltimore, septembre 2016
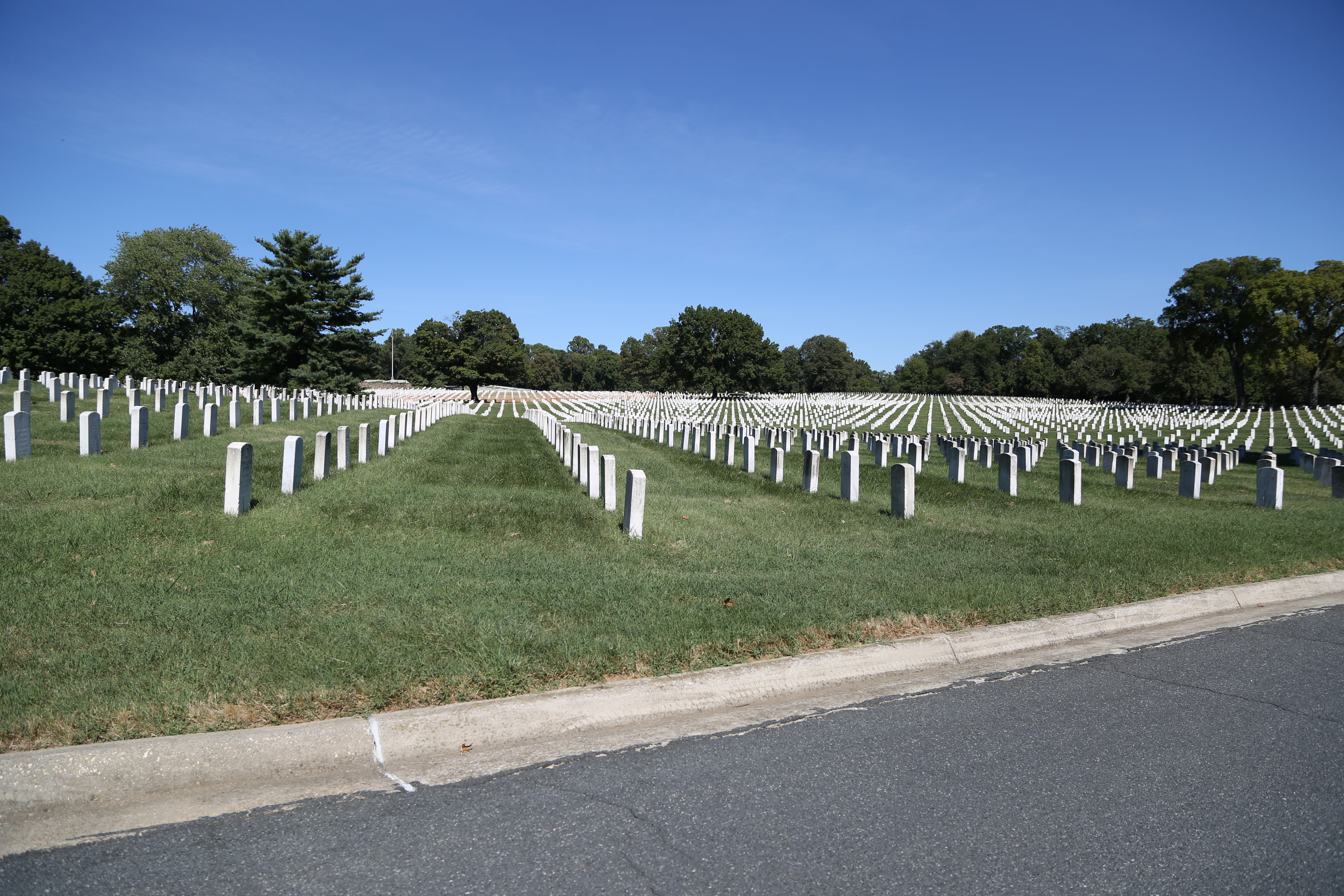
Cimetière national de Baltimore, septembre 2016
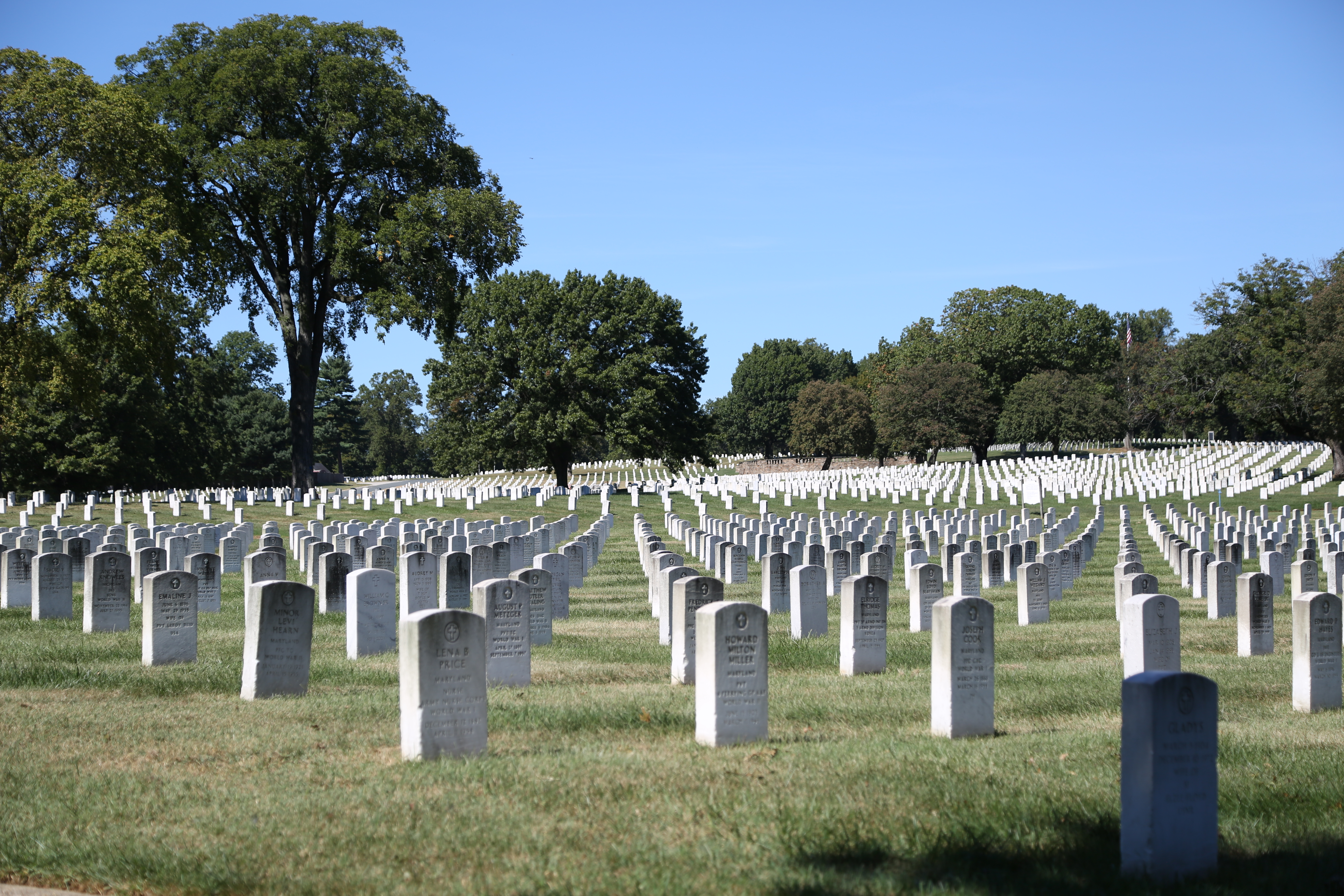
Cimetière national de Baltimore, septembre 2016
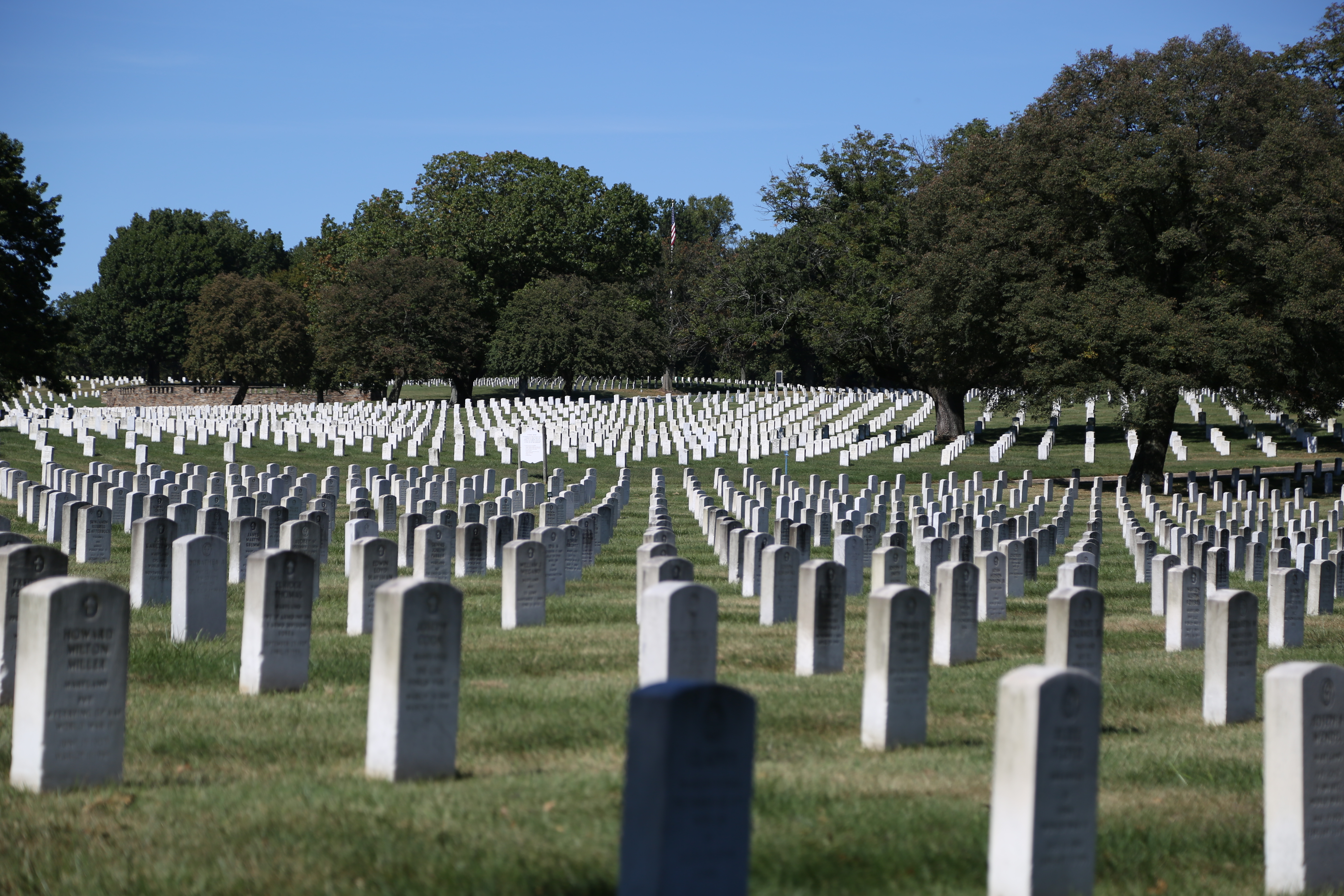
Cimetière national de Baltimore, septembre 2016
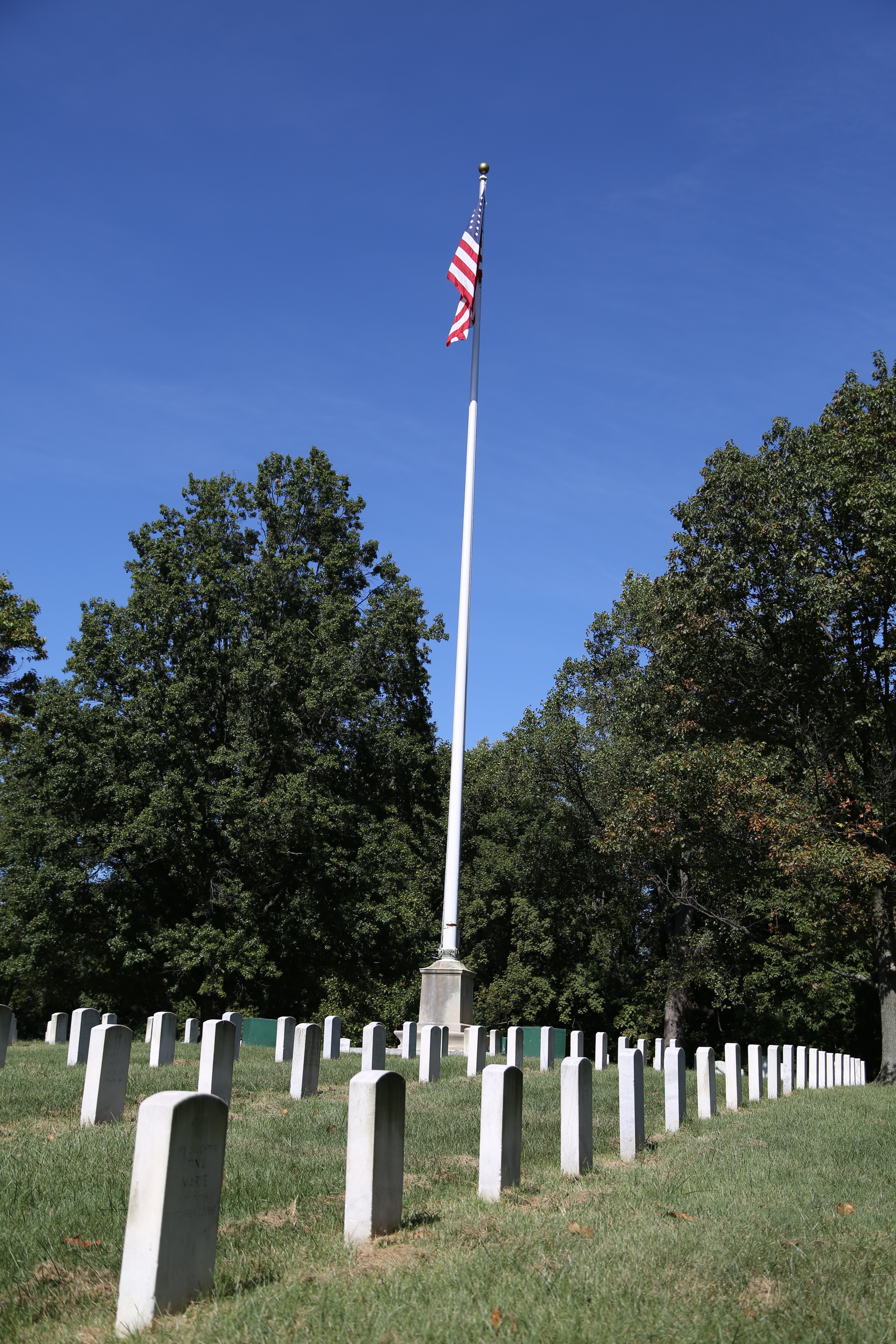
Drapeau, cimetière national de Baltimore, septembre 2016